# Lampedusa
 For alternative betydninger, se Lampedusa (flertydig). (Se også artikler, som begynder med Lampedusa)
Lampedusa (italiensk: Isola di Lampedusa) er en italiensk ø og den største af de Pelagiske øer, beliggende ca. 205 km syd for Sicilien og ca. 113 km fra Tunesien.

## Geografi
Lampedusa er geologisk set en del af den afrikanske kontinentalsokkel, og også plante- og dyreliv minder mere om Nordafrika end om Sydeuropa. Øen er ca. 20,2 km² og har ca. 5.500 indbyggere. Det højeste punkt er Monte Albero Sole, 133 m.o.h. Øen har færgeforbindelse til Porto Empedocle på Sicilien og til naboøen Linosa. Der er desuden en lille lufthavn med forbindelse til bl.a. Palermo. Lampedusa er Italiens sydligste punkt.
Øens vigtigste næringsveje er fiskeri og turisme. Øen er stort set uopdyrket, og der er en meget sparsom plantevækst.

## Historie
På grund af øens beliggenhed har den i sin historie været erobret af adskillige folkeslag, bl.a. fønikere, grækere, romere og arabere. Efter araberne overtog øen, blev den brugt som udgangspunkt for pirater og havde i lang tid ingen faste beboere. I 1600- og 1700-tallet blev der gjort forsøg på ny bosætning af såvel spanske, franske og maltesiske borgere. I 1630 var Giulio Tomasi (en forfader til forfatteren Giuseppe Tomasi di Lampedusa) af kong Carlo II blevet udnævnt til fyrste af Lampedusa, og hans slægt forsøgte også at kolonisere øen.
Med Italiens samling i 1860 blev øen en del af det nye kongerige Italien; men på grund af øens fjerne beliggenhed havde den ikke stor interesse hos det nye styre. En overgang blev der dog placeret en fangekoloni på øen. Først i 1960-erne blev øen forbundet med en telefonlinje, og der blev etableret et elektricitetsværk. Samtidig blev der oprettet baser for såvel italiensk som amerikansk militær. Krisen omkring Libyen i 1986 førte til, at Libyen d. 15. april 1986 affyrede to missiler mod den amerikanske base på øen. Missilerne havnede dog i havet to kilometer fra øen.
Øen er i de seneste år især blevet kendt, fordi den som følge af sin geografiske nærhed til Nordafrika er første mål for mange illegale indrejsende fra Afrika, Mellemøsten og Asien, der søger arbejde og en bedre tilværelse i Europa. Denne flygtningestrøm tog til efter Jasminrevolutionen i Tunesien.

## Dyreliv
Lampedusa er et af de få steder i Italien, hvor havskildpadde yngler. Naturligt forekommende pattedyr er kun vilde kaniner, flagermus, spidsmus og mus. Lampedusa benyttes til rast for adskillige trækfugle, der passerer Middelhavet, men flere fuglearter yngler også på øen, bl.a. eleonorafalk og vandrefalk. Af krybdyr findes firben, gekkoer, slanger og landskildpadder.

## Reference
1. ↑  "Ekstra Bladet". Arkiveret fra originalen 17. januar 2011. Hentet 15. februar 2011.